# Internationale Filmfestspiele Berlin 1991
Die Internationalen Filmfestspiele Berlin 1991 begannen am 15. Februar und endeten am 26. Februar 1991.
Nach der deutschen Wiedervereinigung 1990 waren die Hoffnung auf ein Festival, das Ost und West verbinden kann, sehr groß. Doch bereits im Januar 1991 kündigte sich durch den Beginn des Golfkriegs an, dass das Festival wieder einen Krieg als politischen Mittelpunkt haben werde. Sogar von Absage des Festivals war anfangs die Rede. Der Eröffnungsfilm war so auch nicht glamourös wie in den Vorjahren. Claude Berri erzählte mit Uranus die Geschichte der französischen Kollaboration mit den deutschen Besatzern im Zweiten Weltkrieg.

## Wettbewerb
Folgende Filme waren in diesem Jahr im Wettbewerb zu sehen:
| Filmtitel                                                   | Regisseur          | Produktionsland                      | Darsteller (Auswahl)                                 |
| Die Abenteuer des Cabeza de Vaca                            | Nicolás Echevarría | Mexiko, Spanien, Frankreich, USA, GB | Juan Diego                                           |
| Als die Sterne noch rot waren                               | Dušan Trančík      | Tschechoslowakei, Frankreich         |                                                      |
| Amantes - Die Liebenden                                     | Vicente Aranda     | Spanien                              | Victoria Abril                                       |
| Amelia López O’Neil                                         | Valeria Sarmiento  | Chile, Schweiz, Frankreich, Spanien  | Laura del Sol                                        |
| Die Ballade vom traurigen Café (The Ballad of the Sad Café) | Simon Callow       | Vereinigtes Königreich, USA          | Vanessa Redgrave, Keith Carradine, Rod Steiger       |
| Der Berg                                                    | Markus Imhoof      | Schweiz                              | Susanne Lothar, Mathias Gnädinger, Peter Simonischek |
| Der Biss der Schlange                                       | Masud Kimiai       | Iran                                 |                                                      |
| Erfolg                                                      | Franz Seitz        | Deutschland                          | Bruno Ganz, Franziska Walser, Peter Simonischek      |
| Fortune Express                                             | Olivier Schatzky   | Frankreich                           | Valeria Bruni Tedeschi                               |
| Guten Abend, Herr Wallenberg                                | Kjell Grede        | Schweden                             | Stellan Skarsgård, Katharina Thalbach                |
| Das Haus des Lächelns                                       | Marco Ferreri      | Italien                              | Ingrid Thulin                                        |
| Der kleine Gangster                                         | Jacques Doillon    | Frankreich                           |                                                      |
| Li Lianying, Eunuch des Kaisers                             | Tian Zhuangzhuang  | China, Hongkong                      |                                                      |
| Miracle - Ein geheimnisvoller Sommer                        | Neil Jordan        | Vereinigtes Königreich, Irland       | Beverly D’Angelo                                     |
| Der mit dem Wolf tanzt                                      | Kevin Costner      | USA                                  | Kevin Costner                                        |
| Mister Johnson                                              | Bruce Beresford    | USA                                  | Maynard Eziashi, Pierce Brosnan                      |
| Die Reise des Capitan Fracassa                              | Ettore Scola       | Frankreich, Italien                  | Vincent Perez, Emmanuelle Béart, Ornella Muti        |
| Das Rußland-Haus                                            | Fred Schepisi      | USA                                  | Sean Connery, Michelle Pfeiffer, Roy Scheider        |
| Der Satan                                                   | Viktor Aristow     | Sowjetunion                          |                                                      |
| Das Schweigen der Lämmer                                    | Jonathan Demme     | USA                                  | Anthony Hopkins, Jodie Foster                        |
| Stille Tage im August                                       | Pantelis Voulgaris | Griechenland                         |                                                      |
| Der Tangospieler                                            | Roland Gräf        | Deutschland                          | Michael Gwisdek                                      |
| Ultra                                                       | Ricky Tognazzi     | Italien                              |                                                      |
| Uranus                                                      | Claude Berri       | Frankreich                           | Michel Blanc, Gérard Depardieu, Philippe Noiret      |
| Die Verurteilung                                            | Marco Bellocchio   | Italien, Schweiz, Frankreich         | Vittorio Mezzogiorno, Andrzej Seweryn, Claire Nebout |

## Internationale Jury
Der deutsche Regisseur Volker Schlöndorff war Präsident der Jury, die aus Chantal Akerman, Laurie Anderson, José Luis Borau, Judith Godrèche, Jurij Klepikow, Renate Krößner, Gillo Pontecorvo, Simon Relph, Catharina Stackelberg und Mircea Veroiu bestand.

## Preisträger
- Goldener Bär: Das Haus des Lächelns
- Silberne Bären:
  - Spezialpreis der Jury: Die Verurteilung und Der Satan
  - Beste Regie: Jonathan Demme für Das Schweigen der Lämmer und Ricky Tognazzi für Ultra
  - Beste Schauspielerin: Victoria Abril in Liebende
  - Bester Schauspieler: Maynard Eziashi in Mister Johnson
  - Herausragende Einzelleistung: Kevin Costner für die Produktion, Regie, Hauptrolle in Der mit dem Wolf tanzt

## Weitere Preise
- „Berlinale Kamera“: Francis Ford Coppola und Jane Russell
- Teddy Award: Poison von Todd Haynes (Spielfilm), Paris brennt (Paris Is Burning) von Jennie Livingston (Dokumentarfilm)
- FIPRESCI-Preis (Wettbewerb): Der kleine Gangster (Le petit criminel) von Jacques Doillon
- FIPRESCI-Preis (Forum): Die Mauer von Jürgen Böttcher
- Caligari Filmpreis (Forum): All’ die Vermeers in New York (All the Vermeers in New York) von Jon Jost
- Friedensfilmpreis der Heinrich-Böll-Stiftung: Alicia im Ort der Wunder von Daniel Díaz Torres
- Wolfgang-Staudte-Preis: Kikuchi von Kenchi Iwamoto